# Pariana strigosa
Pariana strigosa är en gräsart som beskrevs av Jason Richard Swallen. Pariana strigosa ingår i släktet Pariana och familjen gräs. Inga underarter finns listade i Catalogue of Life.